# Badri Patarkaciszwili
Arkadi „Badri” Patarkaciszwili (gruz. ბადრი პატარკაციშვილი) (ur. 31 października 1955 w Tbilisi, zm. 12 lutego 2008 w Londynie) – gruziński przedsiębiorca i magnat mediowy pochodzenia żydowskiego. Prezes klubu piłkarskiego Dinamo Tbilisi i Gruzińskiego Narodowego Komitetu Olimpijskiego. Kandydat w wyborach prezydenckich 5 stycznia 2008.
Patarkaciszwili urodził się 31 października 1955 r. w Tbilisi, stolicy Gruzji. W latach 1990–1995 pracował w LogoVAZ, firmie stworzonej przez Borisa Bieriezowskiego. Pracował również w rosyjskich kanałach ORT i TV-6.
W lipcu 2001 r. rosyjski prokurator generalny oskarżył go o zorganizowanie ucieczki Nikołaja Głuszkowa, byłego wicedyrektora generalnego linii lotniczych Aerofłot. W październiku 2002 r. został oskarżony o nadużycia w LogoVAZ.
Za Patarkaciszwilim Rosja wystawiła międzynarodowy list gończy w lipcu 2001 r. Biznesmen powrócił w tym samym roku do Gruzji, a Rosja nie zdołała doprowadzić do jego ekstradycji.
Patarkaciszwili był w latach 2003–2007 szefem Federacji Gruzińskich Biznesmenów, a w latach 2004–2007 prezesem Gruzińskiego Narodowego Komitetu Olimpijskiego.
Patarkaciszwili był przeciwnikiem politycznym Saakaszwiliego. W dniu 9 listopada 2007 r. gruziński prokurator generalny rozpoczął śledztwo przeciwko niemu, zarzucając mu udział w spisku zmierzającym do przeprowadzenia zamachu stanu. Śledztwo umorzono 21 grudnia po tym, jak Patarkaciszwili został kandydatem na prezydenta.
Uzyskał czwarty wynik we wcześniejszych wyborach prezydenckich w styczniu br., zdobywając 7,1% oddanych głosów.
10 stycznia 2008 r. gruziński prokurator generalny ponownie rozpoczął śledztwo podejrzewając udział biznesmena w spisku mającym na celu przeprowadzenie zamachu stanu, jak i udział w przygotowaniu ataku terrorystycznego.
Zmarł nagle w Londynie na atak serca wieczorem 12 lutego 2008 r.
Przedstawiciel gruzińskiej opozycji Giorgi Chaindrawa powiedział krótko po jego śmierci, że jego zdaniem Patarkaciszwili padł ofiarą „nękania przez reżim” gruzińskiego prezydenta Micheila Saakaszwiliego.
Patarkaciszwili miał żonę i dwie córki.